# 葭州
葭州，中国古代的州。
金朝大定二十二年（1182年），改晋宁军为晋宁州。二十四年（1184年），改为葭州，治所在今陕西省佳县，属河东北路。户八千八百六十四，下领：八寨、九堡。辖境相当今陕西省佳县、神木、吴堡等县地。元朝时，辖境扩大至今府谷县。1913年降本州为葭县。 